# Tawnatruffaun

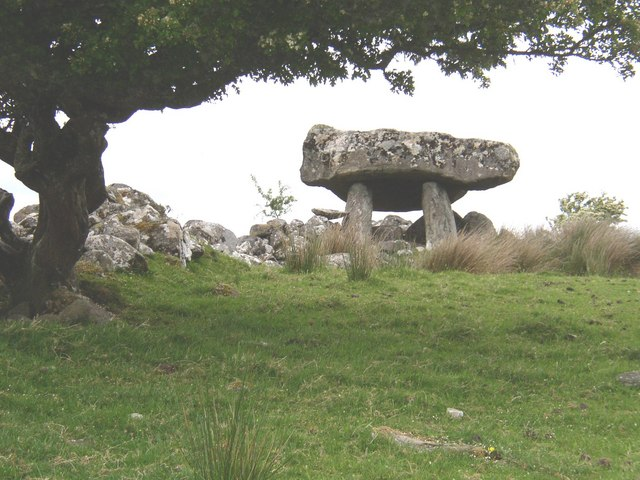
Giant’s Griddle

Tawnatruffaun (auch Tawnatruffan oder the Giant’s Griddle – deutsch „das Backblech der Riesen“) ist ein relativ gut erhaltenes Portal Tomb. Es liegt im Townland Tawnatruffaun (auch Tawnatruffan; irisch Tamhnaigh an tSrutháin; deutsch „Feld des Baches“) nahe dem Owenykeevan (Fluss) in den Ausläufern der Ox Mountains an einer modernen Steinmauer (die als Feld- bzw. Schonungsbegrenzung dient) südlich von Dromore West im County Sligo in Irland. Als Portal Tombs werden in Irland und Großbritannien Megalithanlagen bezeichnet, bei denen zwei gleich hohe, aufrecht stehende Steine mit einem Türstein dazwischen, die Vorderseite einer Kammer bilden, die mit einem zum Teil gewaltigen Deckstein bedeckt ist.
Der 2,8 m lange, auf der Oberseite beinahe ebene Deckstein, ist das Kennzeichen der Anlage. Er liegt beinahe horizontal auf den Portalsteinen und dem Endstein auf. Der Kammer fehlt ein seitlicher Stein, alle übrigen, einschließlich der beiden 1,5 m hohen Portalsteine und des halbhohen Türsteins sind vorhanden. Ein in eine Feldmauer verbrachter Schalenstein und die Überreste einer zweiten Anlage befinden sich in der Nähe. Im Westen, in der Nähe des Owenykeevan River, liegen the Great and Small Griddles of the Fianna („das große und das kleine Backblech der Fianna“), zwei zerstörte Galeriegräber und ein anderes Giant’s Griddle.